# Волфганг Хилдесхаймер
Волфганг Хилдесхаймер (на немски: Wolfgang Hildesheimer) е немски поет, белетрист, художник, драматург и автор на радиопиеси.

## Биография и творчество
Роден е в Хамбург в еврейско семейство.
Младежките си години Хилдесхаймер прекарва в Холандия и Манхайм, пребивава в Англия и Палестина, където родителите му емигрират през 1933 г., след като на власт в Германия идва Хитлер. Хилдесхаймер следва живопис и графика в Лондон. По време на войната служи в английската армия и участва като преводач в Нюрнбергския процес. От 1952 г. се установява в Швейцария като писател на свободна практика, става член на Немската академия за език и литература в Дармщат и на литературното сдружение „Група 47“.
Литературния си път Волфганг Хилдесхаймер започва с гротескни сатирични разкази, насочени срещу морала на немския дребен буржоа – сборника „Безмилостни легенди“ (1952). Публикува романа „Раят на фалшивите птици“ (1953) и сборниците с разкази „Отнасям сова в Атина“ (1956) и „Напразни записки“ (1963). Насочва се към драмата и си създава име като автор на поредица от пиеси в стила на „театъра на абсурда“. Голям интерес предизвиква романът му „Тюнсет“ (1965), изграден като асоциативна поредица от истории, които анализират нарушеното самосъзнание на съвременния човек. Следват романът „Мазанте“ (1973) и романизираната биография „Моцарт“ (1977).

## Награди и отличия
- Hörspielpreis der Kriegsblinden, 1955 für Prinzessin Turandot
- Член на Немската академия за език и литература в Дармщат
- „Награда Георг Бюхнер“, 1966
- „Бременската литературна награда“
- Premio Verinna Lorenzon, 1980.
- „Голяма литературна награда на Баварската академия за изящни изкуства“, 1982
- Почетен гражданин на Пошиаво
- Голям „Федерален орден за заслуги“, 1983
- „Вайлхаймска литературна награда“, 1991